# Gary Daniels
Gary Edward Daniels (ur. 9 maja 1963 w Londynie) – brytyjski aktor i producent filmowy, występujący w amerykańskich filmach akcji.

## Kariera sportowa
Urodzony w prowincjonalnym Woking, nieopodal Londynu. Po rozwodzie rodziców zamieszkał w Chiswick. Od dziecka interesował się sportem, w szczególności upodobał sobie piłkę nożną. Wygrywał liczne turnieje piłkarskie i na poważnie myślał o karierze sportowca. Jako ośmiolatek zobaczył film Wejście smoka z Bruce’em Lee w roli głównej i nim zainspirowany, zaczął trenować sztuki walki: początkowo kung fu i taekwondo, potem kick-boxing. W 1980 wyjechał do USA startować w tamtejszych turniejach kick-boxerskich. W 1990 zdobył Mistrzostwo Kalifornii WKBA w wadze półciężkiej, wkrótce potem również Mistrzostwo Świata PKA w wadze półciężkiej. Sportową karierę zakończył w 1993, legitymując się bilansem walk 22 (21 KO) zwycięstwa – 4 porażki.

## Kariera aktorska
Po przyjeździe do Ameryki, zafascynowany branżą filmową, zapisał się na Florydzie na kurs aktorski. Wystąpił w kilku reklamówkach telewizyjnych oraz epizodycznie w znanych serialach, w tym Policjanci z Miami (1986) jako striptizer. Nie zaprzestał trenować, wciąż doskonalił swoje ciało. Zadebiutował pierwszoplanową rolą w wydanym na rynku VHS filmie Final Reprisal (1988), gdzie wcielił się w domniemanie homoseksualnego weterana wojennego Davida Callahana. Wystąpił w wielu filmach sensacyjnych klasy „B”.

## Filmografia

### Filmy
| Rok  | Film                                                             | Rola                                           | Reżyser                      |
| ---- | ---------------------------------------------------------------- | ---------------------------------------------- | ---------------------------- |
| 1988 | Final Reprisal (wideo)                                           | David Callahan                                 | Teddy Page                   |
| 1988 | Sekret wyspy króla Mahi (The Secret of King Mahis Island, wideo) | Chuck                                          | James Gaines, Leonard Hayes  |
| 1991 | Pierścień Ognia (Ring of Fire)                                   | Bud                                            | Richard W. Munchkin          |
| 1991 | Pomiędzy (In Between)                                            | opiekun                                        | Thomas Constantinides        |
| 1991 | Wyrok śmierci (Capital Punishment)                               | James Thayer                                   | David Huey                   |
| 1992 | Zakład o śmierć (Deadly Bet)                                     | Angelo                                         | Richard W. Munchkin          |
| 1992 | Krwawa pięść IV: Śmiertelna próba (Bloodfist IV: Die Trying)     | Scarface                                       | Paul Ziller                  |
| 1992 | Decydujące uderzenie (Final Impact)                              | klubowy wojownik Nicka Taylora (Lorenzo Lamas) | Joseph Merhi, Stephen Smoke  |
| 1992 | Misja sprawiedliwości (Jin san jiao qun ying hui)                | zawodnik sztuk walki w prologu                 | Chun-Ku Lu                   |
| 1992 | Uliczny wojownik (American Streetfighter)                        | Jake Tanner                                    | Steven L. Austin             |
| 1993 | Miejski łowca (Sing si lip yan)                                  | Kim „Wojownik z kucykiem”                      | Jing Wong                    |
| 1993 | Hardcase (krótkometrażowy)                                       | Tom Hawke / Hardcase                           | Darren Doane                 |
| 1993 | Rycerze (Knights)                                                | Cyborg David                                   | Albert Pyun                  |
| 1993 | Siła ognia (Firepower)                                           | Nick Sledge                                    | Richard Pepin                |
| 1993 | Full Impact                                                      | Jared Taskin                                   | David Huey                   |
| 1994 | Mordercza Triada (Deadly Target)                                 | Charles Prince                                 | Charla Driver                |
| 1995 | Furia (Rage)                                                     | Alex Gainer                                    | Joseph Merhi                 |
| 1995 | Wojownik gwiazdy północy (Fist of the North Star)                | Kenshiro                                       | Tony Randel                  |
| 1995 | Eliminator (Heatseeker)                                          | Xao                                            | Albert Pyun                  |
| 1996 | Biały tygrys (White Tiger)                                       | Mike Ryan                                      | Richard Martin               |
| 1996 | Samotny jastrząb (Hawk’s Vengeance)                              | Eric „Jastrząb” Kelly                          | Marc F. Voizard              |
| 1996 | Bunt (Riot)                                                      | major Shane Alcott                             | Joseph Merhi                 |
| 1997 | Pocket Ninjas                                                    | Biały Smok                                     | Dave Eddy                    |
| 1997 | Gdy księżyc ma barwę krwi (Bloodmoon)                            | detektyw Kevin O’Hara                          | Siu–Hung Leung               |
| 1998 | Odwet (Recoil)                                                   | detektyw Ray Morgan                            | Art Camacho                  |
| 1998 | Spoiler                                                          | Roger Mason                                    | Jeff Burr                    |
| 1999 | Zaginiony patrol (Delta Force One: The Lost Patrol)              | kapitan James Wellford                         | Joseph Zito                  |
| 1999 | Mroczne żniwo (Cold Harvest)                                     | Roland Chaney / Oliver Chaney                  | Isaac Florentine             |
| 1999 | Bez przyszłości (No Tomorrow)                                    | Jason                                          | Master P                     |
| 2000 | Epicentrum (Epicenter)                                           | Nick Constantine                               | Richard Pepin                |
| 2000 | Śmiertelne ostrze (Gedo)                                         | Richard Fox                                    | Talun Hsu                    |
| 2000 | Miasto strachu (City of Fear)                                    | Steve Roberts                                  | Mark Roper                   |
| 2000 | Idy marcowe (Ides of March)                                      | Thomas Cane                                    | Darren Doane                 |
| 2001 | Black Friday                                                     | Dean Campbell                                  | Darren Doane                 |
| 2001 | Agent Jej Królewskiej Mości (Queen’s Messenger)                  | kapitan Anthony Strong                         | Mark Roper                   |
| 2001 | Agent Jej Królewskiej Mości 2 (Witness to a Kill)                | kapitan Anthony Strong                         | Darrell Roodt                |
| 2004 | Misja w czasie (Retrograde)                                      | Markus                                         | Christopher Kulikowski       |
| 2004 | Fist of the North Star: Deleted Scenes (wideo)                   | Kenshiro                                       | Tony Randel                  |
| 2005 | Zatopieni (Submerged)                                            | pułkownik Sharpe                               | Anthony Hickox               |
| 2006 | Replikant (Reptilicant)                                          | Ryan Moore                                     | Desi Singh                   |
| 2008 | Tragedie zemsty (Revenge Tragedies, krótkometrażowy)             | Dan                                            | Chaya Supannarat             |
| 2008 | Mroczne sekrety (Cold Earth)                                     | Darryl Van Dyke                                | Frank Falco                  |
| 2009 | Szlak śmierci (La linea)                                         | Martin                                         | James Cotten                 |
| 2009 | Bruce Lee: Legenda kung fu (The Legend of Bruce Lee)             | Ed Parker                                      | Li Wen Qi                    |
| 2009 | Immortally Yours                                                 | Sebastian                                      | Joe Tornatore                |
| 2010 | Tekken                                                           | Bryan Fury                                     | Dwight H. Little             |
| 2010 | Niezniszczalni (The Expendables)                                 | Brit                                           | Sylvester Stallone           |
| 2010 | Przekroczyć granicę (The Exodus of Charlie Wright)               | Michaels                                       | R. Ellis Frazier             |
| 2010 | Zabójcze polowanie (Hunt to Kill)                                | Jensen                                         | Keoni Waxman                 |
| 2010 | The Lazarus Papers                                               | Sebastian Riker                                | Jeremiah Hundley             |
| 2011 | Zabójcza gra (Game of Death)                                     | Zander                                         | Giorgio Serafini             |
| 2011 | Przymusowa walka (Forced to Fight)                               | Shane Slavin                                   | Jonas Quastel                |
| 2011 | Johnny’s Gone                                                    | Roy                                            | Giorgio Serafini             |
| 2012 | Znak (The Mark: Redemption)                                      | Joseph Pike                                    | James Chankin                |
| 2012 | Angels                                                           | Sammy                                          | Wych Kaosayananda            |
| 2012 | Spotkanie: Raj utracony (The Encounter: Paradise Lost)           | Charlie Doles                                  | Bobby Smyth                  |
| 2013 | Santa’s Summer House                                             | Dean                                           | David DeCoteau               |
| 2013 | A Stranger in Paradise                                           | Derek                                          | Corrado Boccia               |
| 2013 | Znak: Odkupienie (The Mark: Redemption)                          | Pike                                           | James Chankin                |
| 2014 | Tekken: A Man Called X                                           | Bryan Fury                                     | Wych Kaosayananda            |
| 2014 | Porwana (Misfire)                                                | agent narkotykowy Cole                         | R. Ellis Frazier             |
| 2015 | Bez przyzwolenia (Zero Tolerance)                                | Sammy                                          | Wych Kaosayananda            |
| 2015 | Quyên                                                            | Hans                                           | Phan Quang Binh Nguyen       |
| 2015 | Głos sumienia (Skin Traffik)                                     | Bradley                                        | Ara Paiaya                   |
| 2015 | Dancin’: It’s On!                                                | Jerry August                                   | David Winters                |
| 2016 | To nie mój syn (The Wrong Child, TV)                             | Charles                                        | David DeCoteau               |
| 2016 | Rumble                                                           | David Goran                                    | R. Ellis Frazier             |
| 2018 | Operacja: Zemsta (Vengeance)                                     | Hatcher                                        | Ross Boyask                  |
| 2018 | Astro                                                            | Jack Adams                                     | Asif Akbar                   |
| 2021 | La Loi Du Destin                                                 | pułkownik Dreschler                            | Kely McClung                 |
| 2021 | The Gardener                                                     | Volker                                         | Scott Chambers, Becca Hirani |
| 2022 | Repeater                                                         | Henrik Botha                                   | R. Ellis Frazier             |
| 2022 | Bring Him Back Dead                                              | Alex                                           | Mark Savage                  |
| 2023 | The Origins                                                      | Credo                                          | Senzo Zindela                |

### Seriale
| Rok       | Tytuł                                         | Rola         | Odcinek                     |
| --------- | --------------------------------------------- | ------------ | --------------------------- |
| 1986      | Policjanci z Miami (Miami Vice)               | striptizer   | odc.: „Walk-Alone”          |
| 1999      | Strażnicy miasta (Sons of Thunder)            | Lannark      | odc.: „Daddy’s Girl”        |
| 2008      | Legenda Bruce’a Lee (The Legend of Bruce Lee) | Ed Parker    | 2 odcinki                   |
| 2013      | Payday                                        | Hector       | odc.: „Hector”              |
| 2021–2022 | Kung Fu                                       | Mistrz Drake | odc.: „Guidance”, „Harmony” |

### gry komputerowe
- 2013: Payday 2